# Dualizm własności
Dualizm własności – pogląd filozoficzny postulujący istnienie jednego tylko rodzaju substancji (jak monizm), ale o dwóch rodzajach własności: fizycznych i mentalnych.
Dualizm własności wiąże się z problemem ciało-umysł, dotyczącym wzajemnych powiązań pomiędzy tym, co jest fizyczne a tym, co umysłowe. Zwłaszcza zaś dotyczy on związków przyczyno-skutkowych pomiędzy zdarzeniami fizycznymi i mentalnymi. Problem ten próbował rozwiązać Kartezjusz, choć rozumiał go nieco inaczej, niż rozumie się go obecnie. Descartes postulował istnienie dwóch rodzajów substancji: fizycznej i mentalnej. Pogląd taki (dualizm substancjalny) niesie rozliczne problemy i jest obecnie niepopularny. Uznaje się go za skrajny.
Znacznie bardziej popularna jest słabsza wersja dualizmu, określana właśnie jako dualizm własności. Nie postuluje on już dwóch odrębnych rodzajów substancji, unikając pewnych problemów z nimi związanych. Zamiast tego uznaje istnienie jednej substancji, której własności z kolei mogą być dwojakiego rodzaju. Do pierwszego z nich zaliczają się takie cechy, jak masa czy ładunek elektryczny. Są to własności fizyczne. Zaliczać się tutaj ma większość własności świata. Ale oprócz nich istnieć ma jeszcze inny rodzaj własności, jako przykład podaje się odczucie bólu. Chodzi tu o własności mentalne.
Dualizm własności nie usuwa jednak wszystkich problemów związanych z dualizmem w ogóle. Pozostaje pytanie, w jaki właściwie sposób własności fizyczne miałyby wpływać na własności mentalne? I odwrotnie – jak niby własności mentalne miałyby oddziaływać na własności fizyczne, skutkować wystąpieniem zdarzeń fizycznych? Można też postawić pytanie, czy to ostatnie oddziaływanie w ogóle ma miejsce? Istnieje pogląd zwany epifenomenalizmem, który zaprzecza takiemu oddziaływaniu. Jeśli świat fizyczny jest domknięty kauzalnie, na takie oddziaływanie nie ma miejsca. Przeciwnicy dualizmu własności zwracają uwagę, że chodzi tu o jakieś własności niebędące częścią ciała, nie należące doń, ale jakoś „doczepione do niego”. Nazywają je nawet „nomologicznymi naruderami”, jako że zgodnie z prawami natury mają powstawać, ale nie pełnią żadnej funkcji. Z drugiej strony, mniej liczni od przeciwników, zwolennicy dualizmu własności zwracają uwagę, że nie da się zaprzeczyć istnieniu bólu czy przyjemności, a na pewno nie mają one charakteru materialnego, są nieredukowalne do fizyki. Inni myśliciele uznają jednak te zjawiska za iluzje.